# Gara Ilva Mică
Gara Ilva Mică este o gară care deservește comuna Ilva Mică, județul Bistrița-Năsăud, România.